# Jean-Claude Mougin
Jean-Claude Mougin, né le 30 novembre 1943 à Delle (Territoire de Belfort), est un professeur de philosophie et photographe français.
Il est considéré comme le spécialiste français du tirage platine-palladium.

## Biographie
Jean-Claude Mougin est un professeur de philosophie et photographe français, qui a enseigné la philosophie à Sfax en Tunisie de 1970 à 1980, puis de retour en France à Charolles, jusqu’à sa retraite. Selon Mike Ware, chimiste et photographe britannique, il est considéré comme le spécialiste français du tirage platine-palladium, technique du XIXème siècle, peu utilisée en France, et qu’il a réactualisée à partir des textes anciens et diffusée par des stages en France et à l’étranger, en Chine particulièrement.
Son œuvre tunisienne a été marquée par l’œuvre de Claude Levi-Strauss, celle d’Ibn Khaldun. Comme l’a écrit Jean-Claude Gautrand, à propos de l’accessit au Prix Niépce obtenu en 1979 : « Jean-Claude Mougin participe déjà à l’éducation du regard par la photographie qui constitue ce qu’il définit en référence à Claude Levi-Strauss, la « pensée sauvage » de notre temps ».
En 1980, il rencontre Paul Jay, conservateur du musée Niépce de Chalon-sur-Saône. Il lui confie l’enseignement de l’histoire de la photographie et de la philosophie de l’image.
La même année, à l’occasion d’une exposition Paul Strand à la galerie Zabriskie à Paris, il voit pour la première fois de sa vie des tirages platine. C’est pour lui une révélation, l’occasion d’une véritable conversion a la « straight photography ». À partir de cette date et grâce au recours à la bibliothèque du musée Niépce, il a réinventé pour la France cette technique. Tout en étant très actif quant à la diffusion de ce procédé, il a travaillé à une œuvre personnelle et originale utilisant les propriétés esthétiques particulière à ce procédé, grande étendue des valeurs, intensité des noirs, présence physique de l’image.
Dans une optique de transmission et de sauvegarde de son travail, il réalise en 2019 une donation de 242 tirages originaux à la section photographie contemporaine de la B.N.F. Certains seront exposés au Grand Palais lors de l’exposition « Noir et Blanc, une esthétique de la photographie » organisée par la BNF et l’agence Rmn.

### L’aventure du palladium
Jean-Claude Mougin a travaillé à remettre en pratique les tirages photo au platine-palladium.
En 1992, il expose musée Fox Talbot, de Lacock Abbey, des tirages palladium pour l'exposition « Imaginary Museum ».
En 1993, il publie Palladium dédié à la transmission de sa méthode.
Palladium est traduit en chinois et en 2008, 2012 et 2016, il est invité par la Luxun Academy of Fine Arts à Shenyang, il expose à la Galerie Wuye Image Space, See+ à Pékin, plus de 100 tirages Palladium à la seconde International Photography Week de Shenzhen, également à Paris Photo, à l’Aipad de New York, ou encore au Centre d’Art Contemporain « Three Shadows » de Pékin en 2019,,,.

## Condamnation
Courant 2021, Jean-Claude Mougin est condamné à un an de prison ferme, avec soins sociojudiciaires pendant cinq ans sous peine de trois ans de prison supplémentaire, pour la détention d'images pédopornographique totalisant plus de 2 700 contenus — photos et vidéos —. Il se défend de tout caractère pédopornographique en expliquant qu'il s'agit juste « d’esthétique, d’érotisme… ». Certaines expositions sont alors annulées,[source secondaire nécessaire].

## Expositions
- 1976 « Les signes et les visages » avec une préface de Michel Tournier[17], Bibliothèque Charles de Gaulle, Tunis, Maison de la Culture Ibn Rachiq, Tunis
- 1978 « Des signes à la dérive », Odéon-Photo, Paris
- 1979 « Des clefs et des serrures » de Michel Tournier, Canon Photo-Gallery, Genève
- 1981 « Gens de Copenhague », Institut Français de Copenhague
- 1986 « La Bresse, voyage photographique », Musée Niépce, Chalon-sur-Saône, catalogue[18]
- 1992 « Imaginary museum », Fox Talbot Museum Lacock Abbey
- 1993 « Les Conserves de Nicéphore », Galerie du Château d’eau, Toulouse
- 1998 « Exposition du Champ freudien », Galerie Maeght, Barcelone
- 1998 « Gaia, la Terre », XIème mois de la photographie, Talant, catalogue
- 2000 « L’exil d’Hélène », rétrospective 1970/2000, L’ARC, Le Creusot
- 2003 « L’art à 20 balles », Galerie des grands bains douches de la plaine, Marseille
- 2011 « Carrés de Pierres », hommage à Laurence,Tour Saint Nicolas, Paray-le-Monial
- 2013 « Le noir », Tilt Gallery Phoenix, Arizona[19]
- 2014  « Après le jour vient la nuit », Wuyue Image Space, Pékin, Chine[20]
- 2014 Museum of Art Modern Phoenix, Arizona
- 2014 Eternal Platinum - contemporary platinum-palladium collections prints Art Intersection, Gilbert, Arizona[21]
- 2015 « Jean-Claude Mougin », Gallery Modern & Modern, Iksan, Corée
- 2016 « Black and Blue », Art Gallery, Luxun Academy of Fine Arts, Shenyang, Chine
- 2016 « 2nd Shenzhen International Photography Week », Shenzhen
- 2017 Five-Country International Exhibition, Gallery M&M, Iksan, Corée[22]
- 2019 « Three Shadows », Pékin
- 2019  « See + »

## Prix
- 1977 prix Niépce, premier accessit
- 1997 Prix Henri Vincenot 1997
- 1998 Concours International Hasselblad, 2e prix France 1

## Collections
- Musée Nicéphore Niépce, Chalon-sur-Saône
- Fox Talbot Museum, Lacock Abbey[23]
- Fonds de Photographie Régionale, Talant[24]
- Musée de l'Élysée, Lausanne
- Luxun Acdamy of Fine Arts, Shenyang
- C.C.P, Tucson university, Arizona[25]
- Collection Photographie contemporaine, B.N.F, 242 tirages platine-palladium[5]

### Documentation
- (en) Jill Enfield, Jill Enfield’s Guide to Photographic Alternative Processes : Popular Historical and Contemporary Techniques, New-York, Focal Press, 2013, 278 p. (ISBN 978-0415810241)